# Дискография My Chemical Romance
Официальная дискография американской рок-группы My Chemical Romance состоит из четырёх студийных альбомов, двух концертных альбомов, пяти мини-альбомов, 17 синглов, четырёх видео-альбомов, 13 видеоклипов, одной демозаписи и 10 оригинальных выступлений для других альбомов.
Вскоре после образования группа подписала контракт с лейблом Eyeball Records и в 2002 году выпустила свой первый альбом, I Brought You My Bullets, You Brought Me Your Love, продав 100 000 экземпляров. В 2003 году My Chemical Romance подписали контракт с Reprise Records, выпустив в 2004 году альбом Three Cheers for Sweet Revenge. Альбом имел коммерческий успех, было продано 1,4 миллиона экземпляров отчасти из-за высокой ротации и продажи синглов «I’m Not Okay (I Promise)» и «Helena». В 2006 году был выпущен третий студийный альбом, The Black Parade, включавший такие композиции как «Welcome to the Black Parade», «Famous Last Words» и «Teenagers». В США было продано 2 миллиона экзмепляров. Danger Days: The True Lives of the Fabulous Killjoys, четвёртый студийный альбом, был выпущен в 2010 году; было продано 100 000 экзмепляров. Группа была удостоена золотого и платинового сертификата за 4 423 500 экземпляров проданных альбомов и 2 522 500 синглов.[A]

## Студийные альбомы
| Год                                       | Детали альбома | Максимальная позиция | Максимальная позиция | Максимальная позиция | Максимальная позиция | Максимальная позиция | Максимальная позиция | Максимальная позиция | Максимальная позиция | Максимальная позиция | Максимальная позиция | Сертификации |
| Год                                       | Детали альбома | АВС                  | АВТ                  | КАН                  | ГЕР                  | ЯПО                  | МЕК                  | НОЗ                  | ШВЕ                  | ВЕЛ                  | США                  | Сертификации |
| ----------------------------------------- | --- | -------------------- | -------------------- | -------------------- | -------------------- | -------------------- | -------------------- | -------------------- | -------------------- | -------------------- | -------------------- | --- |
| 2002                                      | I Brought You My Bullets, You Brought Me Your Love Детали - Релиз: 23 июля - Лейбл: Eyeball Records - Формат: CD, CS, ЦД, CD-Extra, LP | —                    | —                    | —                    | —                    | 250                  | —                    | —                    | —                    | —                    | —                    | ВЕЛ: Золотой |
| 2004                                      | Three Cheers for Sweet Revenge Детали - Релиз: 8 июня - Лейбл: Reprise Records - Формат: CD, CD+DVD, CS, LP, ЦД                        | 38                   | 73                   | —                    | 57                   | 73                   | —                    | 30                   | —                    | 34                   | 28                   | Список - АВС: Золотой - АРГ: Золотой - ВЕЛ: Платиновый - КАН: Платиновый - США: Платиновый                                          |
| 2006                                      | The Black Parade Детали - Релиз: 23 октября - Лейбл: Reprise Records - Формат: CD, CS, CD-Extra, 2×LP, ЦД                              | 3                    | 4                    | 2                    | 11                   | 10                   | 35                   | 1                    | 4                    | 2                    | 2                    | Список - АРГ: Золотой - АВС: Платиновый - ВЕЛ: 2×Платиновый - КАН: Платиновый - ИРЯ: Платиновый - НОЗ: Платиновый - США: Платиновый |
| 2010                                      | Danger Days: The True Lives of the Fabulous Killjoys Детали - Релиз: 19 ноября - Лейбл: Reprise Records - Формат: CD, LP, ЦД           | 10                   | 15                   | 13                   | 18                   | 8                    | 9                    | 4                    | 34                   | 14                   | 8                    | Список - ВЕЛ: Золотой - НОЗ: Золотой - ИРЯ: Золотой                                                                                 |
| «—» ставится, если альбом не попал в чарт | |                      |                      |                      |                      |                      |                      |                      |                      |                      |                      | |

## Концертные альбомы
| Год                                       | Детали альбома                                                                                    | Максимальная позиция | Максимальная позиция | Максимальная позиция | Максимальная позиция | Максимальная позиция | Максимальная позиция | Максимальная позиция | Максимальная позиция | Максимальная позиция | Максимальная позиция | Сертификации                                 |
| Год                                       | Детали альбома                                                                                    | АВС                  | АВТ                  | КАН                  | ГЕР                  | ЯПО                  | MEX                  | НОЗ                  | ШВЕ                  | ВЕЛ                  | США                  | Сертификации                                 |
| ----------------------------------------- | ------------------------------------------------------------------------------------------------- | -------------------- | -------------------- | -------------------- | -------------------- | -------------------- | -------------------- | -------------------- | -------------------- | -------------------- | -------------------- | -------------------------------------------- |
| 2006                                      | Life on the Murder Scene Детали - Релиз: 21 марта - Лейбл: Reprise Records - Формат: CD+2×DVD, ЦД | —                    | —                    | —                    | —                    | 255                  | —                    | —                    | —                    | 53                   | 30                   | Список - АРГ: Платиновый - США: 2×Платиновый |
| 2008                                      | The Black Parade Is Dead! Детали - Релиз: 30 июня - Лейбл: Reprise Records - Формат: CD+DVD, ЦД   | 10                   | 24                   | 21                   | 51                   | 52                   | 9                    | 6                    | 29                   | 12                   | 22                   | США: Золотой                                 |
| «—» ставится, если альбом не попал в чарт |                                                                                                   |                      |                      |                      |                      |                      |                      |                      |                      |                      |                      |                                              |

## Мини-альбомы
| Год  | Детали альбома                                                                                |
| ---- | --------------------------------------------------------------------------------------------- |
| 2002 | Like Phantoms, Forever Детали - Релиз: август - Лейбл: Eyeball Records - Формат: CD           |
| 2005 | Warped Tour Bootleg Series Детали - Релиз: 19 июля - Лейбл: Reprise Records - Формат: ЦД      |
| 2007 | Live and Rare Детали - Релиз: 19 декабря - Лейбл: Warner Music Japan - Формат: CD, ЦД         |
| 2009 | The Black Parade: The B-Sides Детали - Релиз: 3 февраля - Лейбл: Reprise Records - Формат: ЦД |
| 2010 | The Mad Gear and Missile Kid Детали - Релиз: 19 ноября - Лейбл: Reprise Records - Формат: CD  |

## Синглы
| 2002                                     | «Vampires Will Never Hurt You»                          | —  | —  | —  | —  | —  | —  | —   | —   | —   | —  |                                           |
| 2003                                     | «Honey, This Mirror Isn’t Big Enough for the Two of Us» | —  | —  | —  | —  | —  | —  | —   | 182 | —   | —  |                                           |
| 2004                                     | «Headfirst for Halos»                                   | —  | —  | —  | —  | —  | —  | —   | 80  | —   | —  |                                           |
| 2004                                     | «I’m Not Okay (I Promise)»                              | 65 | —  | —  | —  | —  | 38 | —   | 19  | 86  | 4  | США: Золотой                              |
| 2004                                     | «Thank You for the Venom»                               | —  | —  | —  | —  | —  | —  | —   | 71  | —   | —  |                                           |
| 2005                                     | «Helena»                                                | 78 | —  | —  | 67 | 46 | 27 | —   | 20  | 33  | 11 | США: Золотой                              |
| 2005                                     | «Under Pressure» (при участии The Used)                 | —  | —  | —  | —  | —  | —  | —   | —   | 41  | 28 |                                           |
| 2005                                     | «The Ghost of You»                                      | —  | —  | —  | —  | 49 | —  | —   | 27  | 84  | 9  |                                           |
| 2006                                     | «Welcome to the Black Parade»                           | 14 | —  | —  | 58 | 12 | 2  | 26  | 1   | 9   | 1  | ДАН: Золотой НОЗ: Золотой США: Платиновый |
| 2007                                     | «Famous Last Words»                                     | 20 | 57 | —  | 68 | 30 | 6  | 37  | 8   | 88  | 4  |                                           |
| 2007                                     | «I Don’t Love You»                                      | 64 | —  | —  | 89 | 27 | —  | —   | 13  | —   | —  |                                           |
| 2007                                     | «Teenagers»                                             | 16 | 50 | 53 | 74 | 7  | 6  | —   | 9   | 67  | 13 | США: Золотой                              |
| 2009                                     | «Desolation Row»[B]                                     | 65 | —  | —  | —  | —  | —  | —   | 52  | 107 | 20 |                                           |
| 2010                                     | «Na Na Na (Na Na Na Na Na Na Na Na Na)»                 | —  | 71 | 70 | 94 | —  | 33 | 44  | 31  | 77  | 10 |                                           |
| 2010                                     | «The Only Hope for Me Is You»                           | —  | —  | —  | —  | —  | —  | —   | —   | 106 | —  |                                           |
| 2010                                     | «Sing»                                                  | 43 | —  | 57 | —  | —  | —  | —   | 97  | 58  | 2  |                                           |
| 2011                                     | «Planetary (Go!)»                                       | —  | —  | —  | —  | —  | —  | 151 | —   | —   | —  |                                           |
| 2011                                     | «Bulletproof Heart»                                     | —  | —  | —  | —  | —  | —  | —   | —   | —   | 18 |                                           |
| 2012                                     | «The Kids from Yesterday»                               | —  | —  | —  | —  | —  | —  | —   | —   | —   | —  |                                           |
| «—» означает, что сингл не попал в чарт. |                                                         |    |    |    |    |    |    |     |     |     |    |                                           |

## Видеоальбомы
| Год  | Детали альбома                                                                        | Сертификации |
| ---- | ------------------------------------------------------------------------------------- | ------------ |
| 2007 | AOL Sessions Детали - Релиз: 18 декабря - Лейбл: Reprise Records - Формат: ЦД         |              |
| 2009 | ¡Venganza! Детали - Релиз: 10 апреля 2009 года - Лейбл: Reprise Records - Формат: USB |              |

## Видеоклипы
| Год  | Сингл                                                   | Режиссёр(ы)                        |
| ---- | ------------------------------------------------------- | ---------------------------------- |
| 2002 | «Vampires Will Never Hurt You»                          | Марк Дебиак                        |
| 2002 | «Honey, This Mirror Isn’t Big Enough for the Two of Us» | Марк Дебиак Марк Серао Крис Ваглио |
| 2004 | «I’m Not Okay (I Promise)»                              | Грег Каплан                        |
| 2004 | «I’m Not Okay (I Promise)»                              | Марк Уэбб                          |
| 2005 | «Helena»                                                | Марк Уэбб                          |
| 2005 | «The Ghost of You»                                      | Марк Уэбб                          |
| 2006 | «Welcome to the Black Parade»                           | Сэмюэль Байер                      |
| 2006 | «Famous Last Words»                                     | Сэмюэль Байер                      |
| 2007 | «I Don’t Love You»                                      | Марк Уэбб                          |
| 2007 | «Teenagers»                                             | Марк Уэбб                          |
| 2009 | «Desolation Row»                                        | Зак Снайдер                        |
| 2010 | «Na Na Na (Na Na Na Na Na Na Na Na Na)»                 | Roboshobo Джерард Уэй              |
| 2010 | «Sing»                                                  | Пол Браун Джерард Уэй              |
| 2010 | «#SINGItforJapan»                                       | Клэр Фогель Рэй Торо               |
| 2011 | «Planetary (Go!)»                                       | Майкл Стерлинг Итон                |
| 2012 | «The Kids from Yesterday»                               | Эмили Эйсемэнн                     |
| 2014 | «Blood»                                                 | Марк Уэбб                          |

## Демо
| Год  | Детали альбома                                                               |
| ---- | ---------------------------------------------------------------------------- |
| 2001 | Dreams of Stabbing and/or Being Stabbed Детали - Релиз: Декабрь - Формат: CD |

## Саундтреки
| Год  | Фильм/Игра                            | Альбом                                                     | Песня                         |
| ---- | ------------------------------------- | ---------------------------------------------------------- | ----------------------------- |
| 2004 | Burnout 3: Takedown                   | Burnout 3 soundtrack                                       | "«I’m Not Okay (I Promise)»   |
| 2005 | «Дом восковых фигур»                  | House of Wax: Music from the Motion Picture                | «Helena»                      |
| 2005 | Tony Hawk’s American Wasteland        | Tony Hawk’s American Wasteland                             | «Astro Zombies»               |
| 2006 | «Другой мир: Эволюция»                | Underworld: Evolution — Original Motion Picture Soundtrack | «To the End» (RnR Cheryl Mix) |
| 2009 | «Хранители»                           | Watchmen: Music from the Motion Picture                    | «Desolation Row»              |
| 2009 | «Хранители»                           | Watchmen — Singles Box Set                                 | «Desolation Row»              |
| 2011 | «Хор»                                 | Glee: The Music, Volume 5                                  | «Sing»                        |
| 2011 | «Трансформеры 3: Тёмная сторона Луны» | Transformers: Dark Of The Moon — The Album                 | «The Only Hope For Me Is You» |

## Совместные синглы
| Год          | Сингл                                                        | Альбом                                                     |
| ------------ | ------------------------------------------------------------ | ---------------------------------------------------------- |
| 2004         | «Headfirst for Halos» (live)                                 | In Honor: A Compilation to Beat Cancer                     |
| 2004         | «All I Want for Christmas Is You» (совместно с Мэрайей Кэри) | Kevin & Bean’s Christmastime in the 909                    |
| 2005         | «Under Pressure» (совместно с The Used)                      | In Love and Death (re-issue)                               |
| 2005         | «Astro Zombies» (совместно с The Misfits)                    | Tony Hawk’s American Wasteland                             |
| 2006         | «To the End» (RnR Cheryl mix)                                | Underworld: Evolution — Original Motion Picture Soundtrack |
| 2006         | «Song 2» (live; совместно с Blur)                            | Radio 1's Live Lounge                                      |
| 2007         | «House of Wolves» (live)                                     | The Bamboozle 2007                                         |
| 2009         | «Desolation Row» (кавер на песню Боба Дилана)                | Watchmen: Music from the Motion Picture                    |
| Видео-альбом |                                                              |                                                            |
| 2004         | «Vampires Will Never Hurt You» (live)                        | Hellfest Volume III: Official Video Documentary            |
| 2005         | «Give 'Em Hell, Kid» (live)                                  | Taste of Chaos                                             |

## Комментарии
A Индивидуальные продажи альбомов, общий объём продаж альбомов.
B Сингл был выпущен в качестве сплита в сборнике «Watchmen: Original Motion Picture Score»